# Звинарці
Звина́рці (болг. Звънарци) — село в Разградській області Болгарії. Входить до складу общини Кубрат.

## Населення
За даними перепису населення 2011 року у селі проживали 525 осіб.
Національний склад населення села:
| Національність   | Кількість осіб | Відсоток |
| ---------------- | -------------- | -------- |
| турки            | 385            | 82,4%    |
| болгари          | 81             | 17,3%    |
| цигани           | 0              | 0%       |
| інша             | 0              | 0%       |
| не визначились   | 1              | 0,2%     |
| Всього відповіли | 467            |          |

Розподіл населення за віком у 2011 році:
Динаміка населення: